# Asbecesta perlexa
Asbecesta perlexa es un coleóptero de la familia Chrysomelidae. Fue descrita científicamente por primera vez en 1888 por Allard.